# Oerstedia laminariae
Oerstedia laminariae är en djurart som tillhör fylumet slemmaskar, och som beskrevs av Friedrich 1936. Oerstedia laminariae ingår i släktet Oerstedia och familjen Oerstediidae. Inga underarter finns listade i Catalogue of Life.